# 矢十字

矢十字

矢十字（やじゅうじ、英語: arrow cross）またはクロスバーディ（英語: cross bardy）は、十字の紋章の1つで、アームの終端が矢の形状になっているもの。矢印十字とも呼ばれる。
キリスト教の分野では、この矢印は釣り針のかえし、または槍を意味し、初期キリスト教でキリストを表す魚形の像を象徴している。
近代では、この図案はハンガリーの過激勢力によりシンボルとして使用され、1930年代から1940年代にかけて矢十字党のシンボルとして党旗などに使用された。その図案には白い円の中に矢十字が配置されたものもあり、ナチスのハーケンクロイツの図案と酷似していた。そのためこの図案は第二次世界大戦後にハンガリーでは非合法化された。